# Hymenophyllum salakense
Hymenophyllum salakense là một loài dương xỉ trong họ Hymenophyllaceae. Loài này được Racib. mô tả khoa học đầu tiên năm 1898.
Danh pháp khoa học của loài này chưa được làm sáng tỏ. 